# 雪松烯
雪松烯（英語：Cedrene，又称柏木烯、番松烯）是一种倍半萜，存在于雪松的香精油中。它有两种异构体：(−)-α-雪松烯 和(+)-β-雪松烯， 其中一个双键的位置有所不同。